# باتريشيا راين (مؤلفة)
باتريشيا راين (بالإنجليزية: Patricia Ryan)‏ (9 أغسطس 1954، لاس كروسيس في الولايات المتحدة)؛ كاتِبة، مؤلفة وروائية أمريكية.